# Eris (ракета-носитель)
Eris — ракета-носитель лёгкого класса, создаваемая австралийским аэрокосмическим стартапом Gilmour Space Technologies. Ракета должна выводить до 300 кг на низкую орбиту и до 215 кг на солнечно-синхронную орбиту высотой 500 км. Носитель планируется использовать для запусков лёгких коммерческих спутников. Особенностью носителей, разрабатываемых компанией Gilmour Space, является применение гибридных ракетных двигателей, использующих твёрдое горючее собственной разработки и жидкий окислитель.

## История
В 2016 году компания Gilmour Space Technologies осуществила успешный запуск ракеты RASTA с гибридным ракетным двигателем, заряд горючего для которого был изготовлен методом 3D-печати. Ракета достигла высоты 5 км. В 2019 году компания осуществила попытку суборбитального запуска ракеты One Vision, закончившуюся неудачей на этапе запуска двигателя. С 2019 года компания сосредоточила свои силы на создании носителя Eris, в конструкции которого были учтены результаты неудачного запуска One Vision. В 2022 году были успешно проведены огневые испытания гибридного двигателя Sirius для носителя Eris.
В 2021 году было получено разрешение на строительство близ города Боуэн в штате Квинсленд частного космодрома компании Gilmour Space, получившего название Bowen Orbital Spaceport. В марте 2024 года космодром получил лицензию на осуществление космических пусков, 4 апреля 2024 года состоялось официальное открытие космодрома и было заявлено, что пуск с него ракеты-носителя Eris состоится в ближайшие недели. По заявлению компании Gilmour Space ракета Eris 12 апреля 2024 года была установлена на стартовую площадку, но для её пуска требуется разрешения от австралийского космического агентства, на получение которого может потребоваться несколько месяцев. Вероятная дата получения всех согласований для пуска несколько раз переносилась, ракета при этом, согласно утверждениям компании Gilmour Space, находилась в состоянии двухнедельной готовности. 4 ноября 2024 года Gilmour Space Technologies получила разрешение на первый испытательный орбитальный запуск, которое вступило в силу через месяц после получения. После проведённых предстартовых испытаний первый запуск носителя Eris ожидался в середине-конце января 2025 года, потом из-за затянувших согласований с регуляторами воздушного движения Австралии и Австралийским космическим агентством, запуск был перенесён на март 2025 года, а потом, из-за погодных условий, на апрель.
30 июля 2025 года состоялся первый испытательский запуск ракеты Eris 1. Она провела в воздухе менее 15 секунд, после чего начала крениться и рухнула, вызвав взрыв и столб дыма. Никто не пострадал, инфраструктура космодрома Боуэн цела.

## Конструкция
Ракета-носитель Eris имеет три ступени, на первых двух используются гибридные ракетные двигатели, третья ступень оснащена жидкостным ракетным двигателем. Гибридные двигатели занимают промежуточное положение между ЖРД и РДТТ. Они дешевле в разработке и производстве, чем ЖРД, более высокая плотность горючего, чем у ЖРД, позволяет уменьшить габариты носителя. В то же время гибридные двигатели имеют меньшую, чем у ЖРД, но более высокую, чем у твердотопливных двигателей эффективность. Основная проблема при создании гибридных двигателей — обеспечение равномерной тяги в течение всего времени горения, для чего требуется создание зарядов твёрдого горючего сложной формы и регулирование подачи окислителя во время работы.
Ракета Eris имеет длину 25 метров, стартовую массу 35 тонн, система управления и стартовый комплекс разработаны и созданы компанией Gilmour Space. Носитель способен вывести до 300 кг на низкую экваториальную орбиту или до 215 кг на солнечно-синхронную орбиту высотой 500 км и предназначен для коммерческих запусков малых спутников, в том числе групповых.

### Первая ступень
Первая ступень ракеты Eris имеет диаметр 2 м и оснащена четырьмя гибридными двигателями Sirius, работающими на запатентованном твёрдом горючем и перекиси водорода в качестве окислителя. Для подачи в двигатель окислителя используется насос, приводимый в действие электродвигателем. Заряд твёрдого горючего изготавливается методом 3D-печати. Каждый двигатель имеет тягу около 12 тонн, суммарная тяга двигателей первой ступени — около 48 тонн.

### Вторая ступень
Вторая ступень носителя Eris имеет диаметр 1,5 метра, оснащена одним двигателем Sirius с тягой 12 тонн, таким же, как используемые на первой ступени.

### Третья ступень
Третья ступень носителя Eris имеет диаметр 1,5 метра и оснащена жидкостным ракетным двигателем Phoenix, использующим криогенную топливную пару керосин — жидкий кислород. Двигатель с регенеративным охлаждением изготовлен по технологии 3D-печати. Применение ЖРД на третьей ступени позволяет увеличить массу полезной нагрузки, доставляемой на орбиту.

### Головной обтекатель
Головной обтекатель носителя Eris может иметь диаметр 1,2 или 1,5 метра. Полутораметровый обтекатель, по утверждению производителя, имеет наибольший объём для размещения полезной нагрузки среди носителей аналогичного класса, таких как Electron и LauncherOne.

## Дальнейшее развитие
Компанией Gilmour Space Technologies объявлены планы по созданию трёхступенчатого носителя большего размера Eris Block II, который сможет выводить на низкую экваториальную орбиту до 1 тонны, а на солнечно-синхронную — до 750 кг полезной нагрузки. Предполагается также создание носителя среднего класса Eris Heavy, способного вывести на низкую орбиту до 4-х тонн.